# 女真文字
女真文字（じょしんもじ、女真文: 、発音: [dʒu ʃə bitxə]）は、中国の東北部、華北及び華中の一部に金を建てた女真が使用した文字。女真大字と女真小字の2種類の文字があるとされる。

## 概要

明王慎德、四夷咸賓の印

字形は、全体に正方形に収まる形をし、漢字と共通した部品が使われているなど、全体の構造が漢字に似ている。『女真訳語』に見られる文字の画数は10画未満で、隣国西夏の西夏文字のような複雑さはない。明らかに漢字から借用されたと思われる文字と、契丹文字由来と思われる文字、由来不明の文字等が混淆しているように見える。また、表音文字と表語文字が混在しており、表音表記も必ずしも一音節を表すとは限らず、複数の音節を表すと思われる文字も存在し、音節文字としての法則は明らかではない。日本の国字とは相互に影響し合ってはいないと見られるが、「凩」に似た文字もある。書体には、楷書の他に草書も存在する。
文献資料として、明代に編纂されたとされる華夷訳語のひとつ『女真訳語』があり、また女真文字を記した碑文（金石文）や遺物も比較的（契丹文字よりは）多く存在する。
現存の12件の女真大字石刻のうち、11件は12世紀から13世紀の金代に集中しており、1件は明代に属するものである。
1. 慶源郡女真大字碑（天眷元年または皇統元年7月26日(1138年9月2日または1141年8月29日)）
2. 海龍女真大字石刻（大定7年(1167年)3月）
3. 大金得勝陀頌碑（大定25年7月28日(1185年8月29日)）
4. 昭勇大將軍同知雄州節度使墓碑（大定26年4月26日(1186年5月16日)）
5. 金上京女真大字勸學碑（世宗の治世）
6. 蒙古九峰石壁女真大字石刻（明昌7年(1196年)6月）
7. 奥屯良弼詩石刻（承安5年(1200年)）
8. 奥屯良弼餞飲碑（大安2年7月29日(1210年8月11日)）
9. 北青女真大字石刻（興定2年7月26日(1218年8月18日)）
10. 女真進士題名碑（正大元年6月15日(1224年7月3日)）
11. 希里札剌（ヒリジャラ）謀克孛菫女真大字石函（金代中晩期）
12. 永寧寺記碑（永楽11年9月22日(1413年10月16日)）…明代の石碑

## 歴史
女真（ジュシェン）人の言語女真語は、アルタイ語系のツングース・満洲語のひとつである。12世紀に金が建国され、中国内地北部に進出したのにともない、分布が拡大した。金はモンゴル帝国によって滅ぼされたが、女真語は明代まで引き続き話された。その言語は、満洲語と姉妹語関係にあったというよりは、むしろ方言的関係にあって、広義の満洲語のなかに没していったものと考えられている。
ジュシェン（女真）は、ツングース系の人びとのなかでは最も早く文字を作成した民族であるが、そこでは契丹（キタン）人の契丹文字からの刺激をおおいに受けている。契丹文字は、残っている資料の絶対量が圧倒的に少なく、他文字・他言語との対訳という手がかりにも乏しいため、世界中の言語学者や歴史学者の研究にもかかわらず、いまだ充分な解読には至っていない。契丹大字が漢字と同じ表意文字、契丹小字が表音文字であることは判明しており、女真文字の生成にも影響を与えた。また、金朝においてもキタン人と漢人の翻訳官が採用されており、女真文字は契丹文字と漢字に翻訳されていた。1191年、第5代皇帝世宗の国粋主義的政策のなかで、公文書における契丹文字の使用が廃止された。
当初、文字を持たなかったジュシェン人であったが、金朝創始者のアクダの時代にはキタン、宋それぞれが新興ジュシェンと盛んに交渉を行っており、キタンとの交渉に際しては文書を契丹文字に直していた。ジュシェンの人々、ことに熟女真と称されていた人々はまず契丹文字を習い知っていたのである。14世紀に金王朝の歴史を編纂した正史の『金史』によれば、1119年（天輔3年）に金の太祖阿骨打の命令により、完顔希尹や完顔葉魯（耶魯）らが契丹文字や漢字を参考に女真大字を作成し、9月に完成させたという。女真小字の方は、1138年（天眷元年）に金の第3代皇帝熙宗が制定し、1145年（皇統5年）に公布したと記される。大字小字共に『金史』に具体的な文字の詳細は述べられていないが、女真大字は漢字をなぞった表意文字、小字は音節をあらわす表音文字であり、表意文字だけで書く方法、表音文字だけで書く方法、語幹としての表意文字に接尾の表音文字をともなう方法があった。小字の使用法は日本語表記における仮名文字に似ている。漢字と同様、上から下に縦書きし、行は右から左へ進んだ。金石文の発見や辞書『華夷訳語』に収録された「女真館訳語」における対訳単語集・文例集によって女真文字の体系は、ほぼ解明されつつある。
金の公的な文字として西京に官立学校を建てて学ばせ、普及が図られた。『史記』『白氏策林』『論語』『孟子』『老子』などの女真文字を用いた翻訳もなされたらしいが、全て佚書となっており、内容は明らかではない。金の最盛期と評価され、後世においては大定の治として高く評価されている第5代皇帝世宗は、ジュシェン精神の涵養のため、しばしば皇族や家臣に訓戒をあたえ、金王朝発祥の地である上京会寧府にも行幸して1年にわたって滞在した。また、女真文字・女真語を用いた学校をつくって女真語による科挙もおこない、女真人が女真人を教育する仕組みをつくるなど、女真文字の使用を奨励し、女真の風俗文化を維持する政策を採った。13世紀に入り、モンゴル軍が華北に侵攻しても、減ったとはいえ女真語の学校は残っていた。
1234年（天興3年）の金滅亡以降、華北には契丹文字・女真文字を使う人はいなくなったが満洲・朝鮮の地域では廃絶されていなかった。1413年（永楽11年）に作成されたと思われる碑文（奴児干都司永寧寺碑）には、漢文、チベット文字、モンゴル文字に並んで女真文字も記されている。また、1407年に設置された明朝の翻訳機関・通訳養成機関（総称して「四夷館」と称した）のなかにも女真館があった。このことから、少なくとも明代、15世紀初頭の段階ではまだ女真文字を解し、使用できる人々が暮らしていたと考えられている。
しかし、1445年にはモンゴル文字に切り替わり、以後は女真人による女真文字はまったく使われなくなった。女真族は後に満洲族を名乗り、モンゴル文字を基にして創案された満洲文字を使用することとなるが、満洲文字の使用された最も早い時期の碑文は1630年（崇禎3年）に作成されたものである。

## 女真文字に関する日本の記録

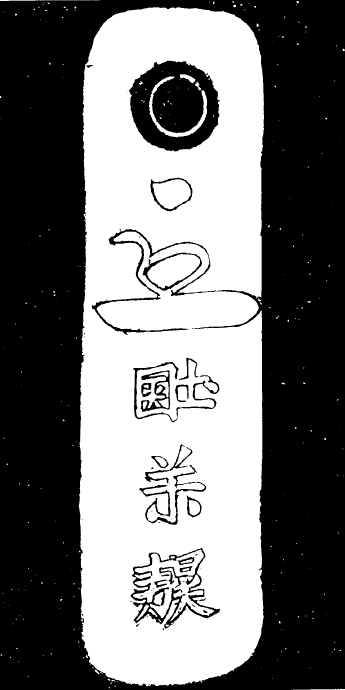
ナホトカ出土の金朝猛克の銀牌。3文字の女真文字で「gurun ni hadaun」とある。

日本の『吾妻鏡』の中に、貞応3年2月29日（1224年3月20日）の記述として、女真の船が越後国寺泊（現在の新潟県長岡市寺泊）に漂着して、その際に乗船していた一行が持っていた銀簡に意味不明の4文字が記されていたことが書かれており、その文字が模写されている。江戸時代に林羅山が朝鮮通信使の文弘績にこの文字について尋ね、文弘績は「王国貴族」と読んだ、という逸話がある。
明治になって、書かれている文字が女真文字であることは判明したが、内容は不明のままであった。後の研究により、この文字は「国之誠」と読め、銀簡は金国の通行証に当たるものであることがわかっている。1976年に、当時のソ連沿海地方のシャイギン城址で、『吾妻鏡』に書かれた文字と同じ文字を記した銀簡が発掘され、『吾妻鏡』の記述が正しかったことが明らかになった。

## 近代における研究
一般にも手に入りやすい女真文字の研究資料としては、
- ヴィルヘルム・グルーベ『Die Sprache und Schrift der Jučen』(Leipzig, 1896)=葛魯貝『女真語言文字考』(Tientsin, 1941)
- 金光平・金啓孮『女真語言文字研究』(内蒙古大学出版社、1964)
- Gisaburo N. Kiyose『A Study of the Jurchen Language and Script: Reconstruction and Decipherment』(Kyoto, 1977)
- 金光平・金啓孮『女真語言文字研究』(文物出版社、1980)
- 愛新覚羅烏拉熙春『女真言語文字新研究』(明善堂、2002)
- 『明代の女真人──『女真訳語』から『永寧寺記碑』へ──』(京都大学学術出版会、2009)
- 愛新覚羅烏拉熙春・吉本道雅『韓半島から眺めた契丹・女真』(京都大学学術出版会、2011)
- 愛新覚羅烏拉熙春『명나라 시대 여진인：《여진역어》에서 《영영사기비》까지』（경진出版、2014）

がある。

## 研究者
- ヴィルヘルム・グルーベ
- Louis Ligeti
- 金光平
- 金啓孮
- 清瀬義三郎則府
- ダニエル・ケイン (言語学者)（英語版）
- Alexander M. Pevnov
- 烏拉熙春(愛新覚羅氏)